# Fontaine-le-Puits
Fontaine-le-Puits foi uma comuna francesa na região administrativa de Auvérnia-Ródano-Alpes, no departamento de Saboia. Estendia-se por uma área de 4,47 km². Em 2010 a comuna tinha 140 habitantes (densidade: 31,3 hab./km²).
Em 1 de janeiro de 2019, foi incorporada à nova comuna de Salins-Fontaine.